# 森駿太 (野球)
森 駿太（もり しゅんた、2006年12月25日 - ）は、神奈川県横浜市青葉区出身のプロ野球選手（内野手）。右投左打。中日ドラゴンズ所属。

## 経歴

### プロ入り前
横浜市立みたけ台中学校在学時は硬式野球のクラブチームである横浜緑ボーイズでプレーし、関東大会で準優勝した。
桐光学園高等学校に進学し、1年春からベンチ入り。2年春から遊撃手のレギュラーを務めた。3年間で甲子園大会出場はなく、3年夏は神奈川大会準々決勝で横浜にコールド負けした。高校通算48本塁打。
2024年10月24日に開催されたドラフト会議にて、中日ドラゴンズから3位指名を受けた。11月24日に契約金5000万円、年俸600万円で仮契約を結んだ（金額は推定）。背番号は31。担当スカウトは小山良男。

## 選手としての特徴・人物
高校通算48本塁打を記録した強打者で、常にフルスイングで仕掛けていくスタイル。他の高校生野手と比べて、スイングが鋭く打球が速いのも特徴。50m走6秒1、遠投100mを誇る。
ヒップホップが好きで、中学時代よりビートボックスを独学で学んでいた。

## 詳細情報

### 背番号
- 31（2025年[6] - ）